# Iwan Jacenko
Iwan Jurjewicz Jacenko, ros. Иван Юрьевич Яценко (ur. 21 czerwca 1992 w Jekaterynburgu) – rosyjski hokeista.

## Kariera
- Awto Jekaterynburg (2008-2012)
  -  Sputnik Niżny Tagił (2011/2012)
- Jugra Chanty-Mansyjsk (2012-2016)
  -  Saryarka Karaganda (2013)
- Rubin Tiumeń (2016)
- Spartak Moskwa (2016)
- Nieftiechimik Niżniekamsk (2016)
- HK Soczi (2016)
- Witiaź Podolsk (2016-2017)
  -  THK Twer (2017)
- Dinamo Sankt Petersburg (2017-2018)
- Torpedo Ust-Kamienogorsk (2018)
- Tsen Tou Jilin (2018-2019)
- Humo Taszkent (2019-2020)
- Buran Woroneż (2020-2021)
- Cracovia (2021-2022)

Wychowanek Spartakowca Jekaterynburg. Od 2009 do 2012 występował w drużynie juniorskiej Awto z tego miasta w lidze MHL. Od 2012 do 2016 był zawodnikiem Jugry Chanty-Mansyjsk z rozgrywek KHL. W maju 2016 przeszedł do Spartaka Moskwa, w sierpniu 2016 do Nieftiechimika, we wrześniu 2016 do HK Soczi, a stamtąd w grudniu 2016 do Witiazia. Pod koniec 2017 został zawodnikiem Dinama Sankt Petersburg. W połowie 2018 przeszedł do kazachskiego Torpedo Ust-Kamienogorsk w lidze WHL. Sezon 2017/2018 dokończył w chińskim Tsen Tou Jilin także w lidze WHL. W sezonie 2019/2020 grał w uzbeckim Humo Taszkent. We wrześniu 2020 został zakontraktowany przez Buran Woroneż. Na początku sierpnia 2021 ogłoszono jego zaangażowanie przez Cracovię w Polskiej Hokej Lidze (kilka dni wcześniej do klubu z Krakowa trafił Artiom Woroszyło, wraz z którym Jacenko grał wspólnie w Taszkencie). Po sezonie 2021/2022 odszedł z klubu.

## Sukcesy
Klubowe
- Srebrny medal mistrzostw WHL: 2013 z Saryarką Karaganda
- Złoty medal WHL /  Puchar Pietrowa: 2018 z Dinamem Sankt Petersburg
- Puchar Polski: 2021 z Cracovią

Indywidualne
- MHL (2011/2012): Mecz Gwiazd MHL